# فلسطین (کتاب)
فلسطین از منظر آیت‌الله خامنه‌ای، اثر سعید صلح میرزایی، دربارهٔ دیدگاه‌های سید علی خامنه‌ای، دربارهٔ مسئله فلسطین است.

## موضوع
در این اثر، سخنان سید علی خامنه‌ای در مجامع عمومی و خطبه‌های نماز جمعه، پیرامون مسئله فلسطین طی سال‌های ۱۳۵۹ تا ۱۳۹۰ مورد بررسی قرار گرفته است.
کتاب به صورت موضوعی در هشت بخش تنظیم شده است که شامل کلیات، شکست‌ها و پیروزی‌ها، مسئولیت‌ها، جنایات، راه‌حل‌ها، قهرمانان، روشنگری، و آینده روشن است.
علی‌اکبر ولایتی، مقدمه‌ای ۱۳ صفحه‌ای بر این کتاب نوشت و مسئله فلسطین را از منظر تاریخی و سیاسی مورد بررسی قرار داده است. این کتاب در ۴۱۴ صفحه و توسط انتشارات انقلاب اسلامی در سال ۱۳۹۰ به چاپ رسیده و تا کنون چندین بار تجدید چاپ شده است. وی در این مقدمه، با نگاهی تحلیلی، به تاریخچه مسئله فلسطین پرداخته است و اشغال فلسطین و تشکیل دولت صهیونیستی را بخشی از توطئه غرب جهت مقابله با دنیای اسلام معرفی می‌کند. وی توجه ویژه رهبران انقلاب اسلامی ایران را به مسئله فلسطین، نشانه اهمیت حیاتی این مسئله دانسته، و سخنان و موضع‌گیری‌های رهبر انقلاب را ضامن ادامه حیات مقاومت در برابر رژیم صهیونیستی می‌داند.

## دیدگاه‌ها در مورد کتاب
- امیر طاهری معتقد است که این کتاب ضد صهیونیستی، ملت یهود را به عنوان دشمن و غده سرطانی معرفی می‌کند.[۵]
- نتانیاهو، نخست‌وزیر اسرائیل، در تاریخ ۹ مهر ۱۳۹۴ در مجمع عمومی سازمان ملل متحد، با اشاره به این کتاب، مواضع واقعی دولت و رهبر ایران دربارهٔ اسرائیل، خصمانه خواند؛ و از نمایندگان دولت‌های حاضر در مجمع عمومی سازمان ملل خواست نسبت به سخنان رهبر انقلاب علیه اسرائیل واکنش نشان دهند. سخنان نتانیاهو، در رسانه‌های داخلی ایران بازتاب گسترده‌ای یافت؛ و عملاً موجب معرفی کتاب فلسطین و رجوع دوباره به مباحث این کتاب شد.[۶][۷]
- اسرائیل هایوم می‌نویسد: این کتاب ایرانی شامل موضع روشن و هدف واقعی سیدعلی خامنه‌ای است که برای اسرائیل حق موجودیت به عنوان کشور قائل نیست. رهبر ایران در کتابش می‌گوید که استراتژی اش نابودی اسرائیل است نه یهودی‌ستیزی، چرا که یهودی‌ستیزی یک پدیده اروپایی است و با اصول اسلامی منطبق نیست.[۸]
- نیویورک پست در گزارشی به نقل از امیر طاهری ایرانی مقیم اروپا تحت عنوان ایران کتابی را در مورد چگونگی دور زدن آمریکا و نابودی اسرائیل چاپ کرده است آورده است که در شرایطی که جان کری وزیر خارجه آمریکا به هر شیوه‌ای سعی دارد تا به توافق هسته‌ای با ایران دست یابد، دغدغه اصلی رهبر ایران مسئله دیگری یعنی نابودی اسرائیل است.[۹]